# ТЕС Анта
25°10′47″ пн. ш. 76°19′8″ сх. д. / 25.17972° пн. ш. 76.31889° сх. д.
ТЕС Анта – теплова електростанція на південному сході індійського штату Раджастхан.
В 1989 – 1990 роках на майданчику станції став до ладу блок комбінованого парогазового циклу потужністю 413 МВт. Встановлені у ньому три газові турбіни потужністю по 88 МВт живлять через відповідну кількість котлів-утилізаторів одну парову турбіну з показником 149 МВт.
Станція використовує природний газ, який подають по газопроводу Віджайпур – Гадепан.
Для охолодження використовують воду із Правого головного каналу Кота, що бере початок із річки Чамбал в районі греблі Кота. 
Видача продукції відбувається по ЛЕП, розрахованим на роботу під напругою 220 кВ.